# 相原久美子
相原 久美子（あいはら くみこ、1947年3月14日 - ）は、日本の政治家。立憲民主党所属の元参議院議員（2期）、参議院内閣委員長などを歴任。
最終経歴は自治労本部組織局次長で、自治労の組織内候補として議員活動を行った。

## 略歴
1947年、北海道三笠市に生まれる。1965年、北海道岩見沢西高等学校を卒業。1969年、北海学園大学法学部を卒業。キデイランドに就職。札幌支店に勤めたのち大阪に転勤。母親の体調悪化がきっかけで退職。レザークラフトを習い、教室などを開いた。
1986年より札幌市非常勤職員（国民年金担当）。1995年より自治労札幌市役所職員組合特別執行委員。1998年より自治労北海道本部執行委員。2001年より自治労北海道本部副執行委員長。2003年より自治労中央執行委員。
2007年7月の第21回参議院議員通常選挙で自治労の組織内候補として民主党から比例区の候補者として出馬し、民主党候補中、個人名では最高の50万以上の得票で初当選した。
2012年2月3日、自治労中央本部の組織決定に準じ、北海道本部中央委員会の推薦候補に選ばれる。
2013年7月の第23回参議院議員通常選挙に比例区より出馬、再選。
2016年民進党代表選挙では蓮舫の推薦人となり、蓮舫の当選後、民進党常任監査に就任した。
2017年民進党代表選挙では菅直人や有田芳生らとともに枝野幸男の推薦人となった。代表選挙での前原誠司の元で副代表に任命された。11月17日、大塚耕平代表の元で代表選挙管理委員長に任命された。
2018年5月の民進党と希望の党による新党には参加せず、5月7日に民進党を離党、立憲民主党に入党を申請、翌8日の常任幹事会で入党が承認された。
2018年5月14日、自治労は同月24、25日に開く中央委員会で次期参院選の立憲民主党候補者として、自治労特別中央執行委員の岸真紀子の擁立を正式に決めると発表した。2019年7月の参院選で岸は当選し、相原は任期満了で退任した。

## 政策・主張
- 2009年10月28日、衆議院第2議員会館で開催された戦時性暴力問題連絡協議会の主催による院内集会に最初から最後まで参加し、慰安婦への戦後補償を実現するため市民運動による支援を要望した[8]。
- 2010年8月19日、日韓併合100年を契機に「植民地支配過程で被害にあった韓国人とその子孫たちに対して日本政府の十分な賠償を促す」ことを目的とした「韓日過去史の解決と未来に向けた平和議員会議」に民主党の斎藤勁衆議院議員・土肥隆一衆議院議員・首藤信彦衆議院議員・今野東参院議員・那谷屋正義参院議員、日本共産党の山下芳生参院議員、社民党の阿部知子衆議院議員、社民党党首の福島瑞穂参議院議員、無所属の糸数慶子参議院議員らと出席し、自民党の加藤紘一衆議院議員の代理人も参加し、韓国の国会議員らとともに日本による韓国併合の違法性、戦後補償と慰安婦問題、在日韓国人の地方参政権問題などの解決方法について議論した[9][10]。議論の結果について「先日、ベルリンに行き、ドイツがナチス・ドイツの反省を隣国とやっているのを見て、研究してきた。あの国が自分たちの過ちを見つめ、歩み始めたことを私たちもやっていきたい。」と総括した[11]。さらに 2010年10月7日、衆議院第2議員会館で開催された「韓国・朝鮮の遺族とともに遺骨問題の解決へ全国連絡会（代表：上杉聰）」に参加した[12]。
- 2011年5月18日、参議院本会議において、参議院憲法審査会規則の採決を他の民主党議員の田城郁、大河原雅子、有田芳生、今野東ら4名と棄権し、参議院民主党執行部から口頭で注意された[13][14]。相原は棄権の理由について、「国民投票法に反対したので、賛成するには忸怩たる思いがあった」と述べた[14]。
- 2011年2月9日、「高校無償化の朝鮮学校への即時適用を求める院内集会」に参加した[15]。
- 2014年4月21日、元行政刷新担当大臣の蓮舫や社会民主党党首の吉田忠智と連名で、第2次安倍内閣が目指す憲法解釈変更による集団的自衛権の行使容認を支持しないようアメリカ大統領のバラク・オバマに求める文書を在日米大使館に提出した。文書に賛同した19人は衆議院議員では民主党の篠原孝、生方幸夫 ・社民党の吉川元、参議院議員では相原のほか、民主党の蓮舫、小川敏夫、藤田幸久、有田芳生、石橋通宏、小西洋之、難波奨二、野田国義、大島九州男 、田城郁、徳永エリ、森本真治・社民党の吉田忠智、福島瑞穂、又市征治だった[16]。
- 日本に原発は必要ないとしている[17]。
- 選択的夫婦別姓制度の導入を柱とする「民法の一部を改正する法律案」を提出するなど、選択的夫婦別姓制度導入に積極的にかかわっている[18]。

## 全日本自治労の組織内候補として
- 開票速報番組の中のインタビューにおいて「『年金問題は自治労の責任だ』という批判が大変多いが？」との質問に「あの当時（1979年）、労働組合が職場の改善要求を出して何が悪いのか。50分働いて10分休む、それから、それが45分して15分休むとなって、基準値より上回る条件を得たが、だからといって休んでみんな寝てた訳ではありませんから」[19]と臆面もなく答えている。厚生労働省は旧労働省時代の1985年12月20日付け基発第705号「VDT作業のための労働衛生上の指針について」[20]において「一連続作業時間が1時間を超えないようにし、次の連続作業までの間に10分～15分の作業休止時間を設け、かつ、一連続作業時間内において1回～2回程度の小休止を設けること」などを事業者に求めているが、2002年に公表されたVDT作業における労働衛生環境管理のためのガイドライン[21]でも同様の規定がある。自治労本部も2007年6月11日に出した見解の中で「連続作業時間ごとに『操作しない時間』を設けることなどは、現在の厚生労働省ガイドラインにも盛り込まれている。」としている。

## 役職
- 内閣委員会
- 行政監視委員会
- 政府開発援助等に関する特別委員会 (筆頭理事)
- 立憲民主党政務調査会長代理

## 所属団体
- 政治分野における女性の参画と活躍を推進する議員連盟